# Экономический университет в Познани
Экономический университет в Познани (пол. Uniwersytet Ekonomiczny w Poznaniu; до 2008 г.: Akademia Ekonomiczna w Poznaniu) — один из пяти университетов народного хозяйства в Польше. В 2019 году был признан лучшим экономическим университетом в Польше.

## История
Университет был основан в 1926 году как частная Высшая торговая школа в Познани, которой в 1938 году переименовали на Торговую академию. В 1950 году её национализировали и переименовали на Высшую экономическую школу в Познани. Затем с 1974 года как Экономическая академия в Познани. Присутствующее название с 27 декабря 2008 года.

## Известные преподаватели и студенты
- Тадеуш Грабский
- Филипп Анджей Качмарек
- Ян Кульчик
- Лех Конопиньский
- Владислав Русиньский
- Громослав Чемпиньский
- Киллион Муньяма